# Северо-западная диалектная зона

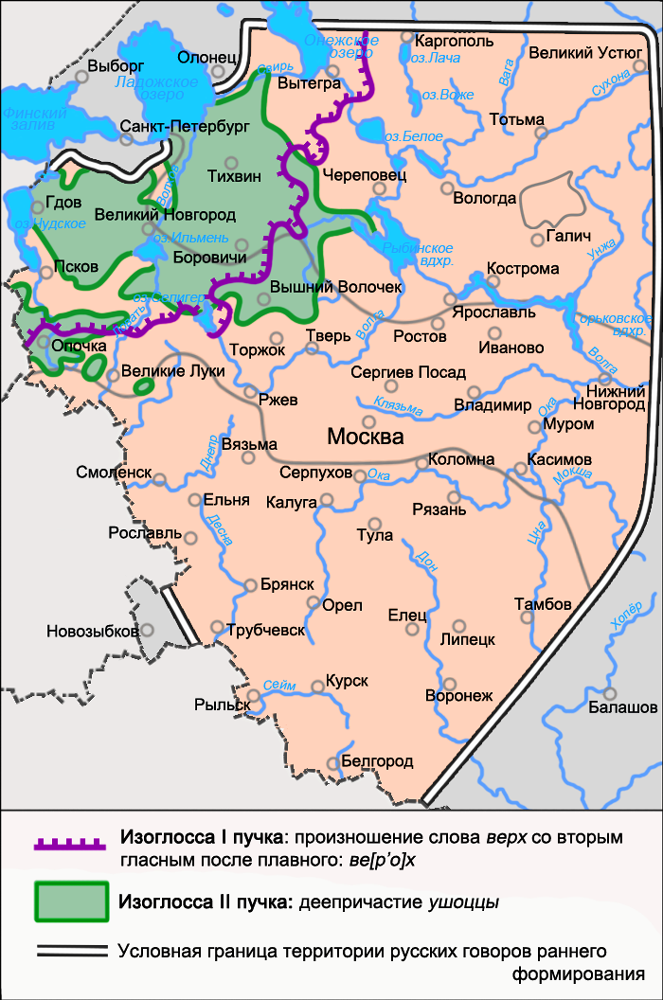
Северо-западная диалектная зона
На основе данных

Се́веро-за́падная диале́ктная зо́на — одна из диалектных зон русского языка, расположенная на западе территорий северного наречия и среднерусских говоров (исключая южную часть западных среднерусских акающих говоров).

## Особенности размещения диалектной зоны
Северо-западная диалектная зона выделяется двумя пучками изоглосс языковых явлений, различных по территории распространения. В целом пучки изоглосс в их протяжении в южной и центральной частях незначительно удаляются друг от друга и сильно расходятся в северной части. Оба пучка изоглосс одинаково охватывают большую часть территории западных среднерусских говоров и Ладого-Тихвинской группы северного наречия, кроме этого, ареал I пучка изоглосс также охватывает территорию Онежской группы говоров, продвигаясь дальше на север, чем ареал II пучка изоглосс. Таким образом, отличием Онежской группы от Ладого-Тихвинской группы в пределах севернорусского наречия является отсутствие в ней языковых черт II пучка изоглосс северо-западной диалектной зоны.
Совмещение отрезков I пучка изоглосс (идущих в направлении с севера на юг) северо-западной диалектной зоны с пучками изоглосс западной и северо-восточной диалектных зон проводит разграничение северного наречия и среднерусских говоров, разделяя их на западную и восточную части, усиливая обособление западной части (Онежской и Ладого-Тихвинской группы говоров от других говоров северного наречия, а также западных среднерусских говоров от восточных). В области пересечения изоглосс северо-западной, северо-восточной и западной диалектных зон локализуются переходные межзональные говоры северного наречия, а в области пересечения изоглосс — северо-западной, северной и юго-западной диалектных зон находятся западные среднерусские говоры.

## Языковые черты диалектной зоны
Особенностями северо-западной диалектной зоны является распространение в ней (преимущественно в восточной части) языковых черт, ареалы которых связаны с диалектными объединениями южной локализации, а также распространение некоторых черт центрального типа. Полностью охватываемая частями территорий северной и западной диалектных зон, северо-западная диалектная зона разделяет большинство их языковых черт. Также на значительной части северо-западной зоны (исключая её северные области) известны некоторые черты II пучка изоглосс юго-западной диалектной зоны.

### Языковые черты, общие для двух пучков изоглосс
К диалектным явлениям, общим для всей северо-западной зоны (также большей частью характеризующим западные среднерусские говоры), относят:
- Распространение слов баско́й, ба́ский, баско́, баса́ (красивый, красиво, красота); склонение существительного сосна с постоянным ударением на основе: со́сны, со́сну, со́сна; распространение безличных предложений с главным членом — страдательным причастием и объектом в форме винительного пад.: всю карто́шку съе́дено и др. явления I пучка изоглосс северной диалектной зоны.
- Формы указательных местоимений с наличием j в основе: [та́йа] (та) — [ту́йу] (ту), [то́йе] (то), [ты́йи] (те)[5] ; личные местоимения 3-го лица с начальным j ([йон], [йона́] и др.) и местоимение 3-го лица мн. числа [оны́]; употребление деепричастий прош. времени в качестве сказуемого: по́езд ушо́вши и т. п.[6]; распространение конструкции с предлогом с или з в случаях типа прие́хал з го́рода, вы́лез с я́мы в соответствии с предлогом из и др. явления западной диалектной зоны.
- Наличие инфинитивов с суффиксом -т' : нест' , везт'  и т. п. и инфинитивов итти́т'  — ити́т' , а также инфинитивов с суффиксом -ч'  при основах на задненёбный согласный — печ' , сеч' , бере́ч' ; распространение личных форм глагола платить с ударным о: пло́тиш, пло́тит и др. явления в основном южного наречия. Распространение возвратной частицы -си в формах глаголов настоящего времени после согласного ш — умо́йеш[си] и частиц -си (-сы) в прошедшем времени после согласного л — бойа́л[си], бойа́л[сы] и др. явления юго-восточной диалектной зоны.
- Наличие в, чередующегося с ф в конце слова и слога; распространение форм дательного и предложного пад. ед. числа существительных жен. рода с окончаниями на мягкий согласный типа грязь, различающихся по месту ударения: по гр’а́зи, в гр’ази́ и т. п.; распространение слова корово́д и др. явления центральных территорий.

Как приузом помашешь, так голова гораз болит, в этом примере отмечается распространение наречия горазд в значении очень, слова приуз (или приуз, приузь, приузда, привязь) в значении цеп (в других говорах в основном употреблялись слова цеп и молотило).

### I пучок изоглосс
К диалектным явлениям (также большей частью входящим в характеристику западных среднерусских говоров) I пучка изоглосс (большего по охвату территории), распространённым по всей территории северо-западной диалектной зоны в пределах этого пучка, относят такую наиболее яркую языковую черту как наличие перфектов (форм особого глагольного времени): у меня́ воды́ прине́сено, у меня́ коро́ву подо́ено, у кота́ на пе́чку забра́нось, у меня́ дрова́ принесён, у меня́ уж привы́кнуто и т. п. Среди других диалектных явлений отмечаются: Произношение слов со вторым гласным после плавного: ве́р[е]х или вер'[о́]х (верх) (см. изоглоссу на карте), сто́л[о]б или стол[о́]б (наибольшее распространение имеют слова с ударением на конечном слоге). Местоимение весь в именительном пад. мн. числа — вси. Формы дательного и предложного пад. ед. числа с окончанием -и (-ы) у существительных жен. рода на -а с твёрдой и мягкой основой: к земл[и́], к жон[ы́], на рук[и́] и т. п. Данное явление также рассеянно распространено в центральной части территории говоров южного наречия. Распространение слов: гора́зд (очень),при́вязь, при́уз (цеп), лоньша́к, лоньши́на, лоша́к (жеребёнок по второму году), упря́жка (период работы без перерыва) и др.
Диалектные явления, встречающиеся не на всей территории северо-западной диалектной зоны (в пределах I пучка изоглосс): Наличие глагольных форм 3-го лица без окончания: нес'[о́] (несёт), де́ла[йо] (делает), нес[у́] (несут), де́ла[йу] (делают) и т. п. В других русских говорах в глаголах 3-го лица в окончаниях твёрдое т (севернорусское наречие и большинство среднерусских говоров) или мягкое т' (южнорусское наречие, за исключением части говоров Тульской группы, Елецких и Оскольских говоров, где также встречаются глаголы без окончания). В различных говорах диалектной зоны данное явление имеет варианты, различающиеся ударением, наличием в глаголах определённого числа или спряжения. Распространение форм винительного пад. ед. числа местоимения 3-го лица женского рода: йу, йейу́, йону́, ону́ или формы йей (форма всех косвенных падежей) (в разных частях территории данной зоны), в отличие от форм йейо́, йейе́ в говорах других территорий. Формы йе́сте и йе от глагола быть и др.

### II пучок изоглосс
К диалектным явлениям (также в основном характеризующим западные среднерусские говоры) II пучка изоглосс (меньшего по охвату территории) относят: Упрощение произношения сочетаний согласных (наличие сочетания нн в соответствии сочетанию дн): [н:]о (дно), хо́ло[н:]о (холодно), ме́[н:]ый (медный) и т. п. Данное явление отсутствует в некоторых говорах Ладого-Тихвинской группы. Распространение полногласных форм ко́[ро]м (корм), се́[ре]п (серп), го́[ро]б (горб), среди которых наиболее широко распространено слово ко́[ро]м. Различение твёрдых звуков ч и ц: [чы]та́т' , [ча́]сто при распространении в некоторых говорах случаев их неразличения — твёрдого цоканья (наиболее последовательно в говорах Гдовской группы); регулярно встречающаяся форма с цоканьем — деепричастие ушо́[цц]ы (ушодчи) (см. изоглоссу на карте). Ударение на основе в формах глаголов прошед. времени жен. рода: бра́ла, зва́ла, тка́ла, спа́ла и др. (северная часть ареала явления юго-западной диалектной зоны). Распространение слов: позём (навоз), барка́н (морковь), таска́ть лён (теребить лён), пету́н (петух), изгоро́да (определённый род изгороди), а также именительного пад. мн. числа слов глаз и сын с ударением на основе: гла́зы, сы́ны (явление юго-западной диалектной зоны) и др.

## Распространение в говорах вторичного формирования
Языковые черты северо-западной диалектной зоны наряду с чертами западной и юго-западной диалектных зон присутствуют в говорах вторичного формирования у семейских старообрядцев Забайкалья.